# 渡邊千真
渡邉千真（1986年8月10日—），日本足球運動員，司職前鋒，現效力日丙球隊松本山雅，前日本國家足球隊成員。

## 俱樂部生涯
渡边千真出生于1986年8月10日，身高182公分，在2008年从早稻田大学毕业之后加盟了横滨水手，随后效力于FC东京，2015年加盟了神户胜利船。他是2009年的日职联赛最佳新人，也是2015年日本联赛杯金靴。
渡边千真是神户前任主帅内尔西尼奥喜欢的球员，并任命为队长。他最好的一年在FC东京，来到神户胜利船后可以说表现从未达到预期。
日职联赛末轮，大阪飞脚客场2-4负于柏雷素尔，比赛中前锋渡边千真首发出场，完成了自己联赛的第300次出场，在这场里程碑比赛中他还攻入一球，这粒进球是他联赛的第91粒进球。 
日职联赛赛场，大阪飞脚的渡边千真梅开二度，帮助球队2-1战胜了鸟栖砂岩，取得胜利。他个人也完成了自己个人的日职第100个进球，成为了历史完成这一记录的第15人。

## 外部連結
- National Football Teams
- Japan National Football Team Database
- 渡邉千真的X（前Twitter）
- 渡邊千真的Instagram帳戶
- 渡邉千真「選手の一言」ムービーダイアリー （页面存档备份，存于）
- J1 9月度MIP受賞インタビュー 渡邉千真選手 (横浜FM) (archive) - J's GOAL (2009年10月31日)
- FC東京・渡邉千真「自分に足りないものを常に意識することが大切」 （页面存档备份，存于） - サカイク (2013年7月29日)
- FC東京・渡邉千真「自分の個性を活かし、夢は日本代表でW杯出場」 （页面存档备份，存于） - サカイク (2013年7月30日)
- FC東京 FW渡邉千真選手インタビュー「チャンスを活かしたい」 （页面存档备份，存于） - ゲキサカ (2013年9月5日)
- 日本職業足球聯賽中的渡邊千真 （日語）
- 渡邊千真 – FIFA國際賽競賽紀錄 (存檔)（英文）
- 渡邊千真在National-Football-Teams.com的資料（英文）
- Soccerway資料庫：渡邊千真 （英文）
- 渡邊千真在ESPN FC中的档案（英文）
- プロフィール (2014年)，存于 - FC東京